# 비트컴퓨터
비트컴퓨터(BITComputer Co., Ltd.)는 대한민국의 의료정보 기업이다. 본사는 서울특별시 서초구 서초대로74길 33에 위치해 있으며 대표이사는 전진옥이다.
디지털 의료정보서비스를 전문으로 하며 매출의 70%는 의료정보시스템판매에서 발생하고 있다매출비중은 의료정보시스템과 디지털헬스케어 사업이 각각 59.31%, 12.79%를 차지하며 교육사업 25.31%, 임대사업 2.59% 비중이다

## 같이 보기
- 조현정

## 참고 문헌
1. ↑  “이러니 못 올라가지”… 비트컴퓨터, 신용잔고율 8.8% '빚투', 디지털데일리,
2. ↑  비트컴퓨터 전진옥 사장, 전자신문, 2008년 5월 14일
3. ↑  헬스케어 선두주자 비트컴퓨터..전진옥 대표이사, 한국경제
4. ↑  비트컴퓨터 기획실, 비트컴퓨터 주요사업현황 소개, 상상인증권 NDR, 2021. 04.
5. ↑  이진영, 한국IR협의회 기술분석보고서-비트컴퓨터, 2021.04.29.
6. ↑  LEO, FS Research, 비트컴퓨터
7. ↑  문경준, IBK투자증권 Company Visit-비트컴퓨터, 2020. 4. 22